# Voblast de Mahilou
Mahilou ou Mogilev é uma das seis voblasts (província) da Bielorrússia. Sua capital é a cidade de Mahilou/Mogilev.

## Distritos
A voblast de Mahilou é dividida em 21 distritos(rayoni, singular raion):
- Asipovichy
- Babruysk
- Bialynichy
- Bychaw
- Chavusy
- Cherykaw
- Drybin
- Hlusk
- Horki
- Kastsyukovichy
- Kirawsk
- Khotsimsk
- Klichaw
- Klimavichy
- Krasnapolle
- Kruhlaye
- Krychaw
- Mahilou
- Mstsislaw
- Slawharad
- Shklow